# Zéguédéguin
Zéguédéguin è un dipartimento del Burkina Faso classificato come comune, situato nella Provincia  di Namentenga, facente parte della Regione del Centro-Nord.
Il dipartimento si compone del capoluogo e di altri 14 villaggi: Badinogo, Boumtenga, Dassambimba, Dosborgo, Kogonéré, Lankiandé, Lillougou, Louda-Peulh, Nitenga, Nomikidou, Ouabedi, Pissi, Zéguédéguin-Peulh e Zéguédéguin-Mossi.